# Scopula takowensis
Scopula takowensis är en fjärilsart som beskrevs av Louis Beethoven Prout 1938. Scopula takowensis ingår i släktet Scopula och familjen mätare. Inga underarter finns listade.